# 葛川 (神奈川県)
葛川（くずかわ）は、神奈川県足柄上郡中井町および中郡二宮町、大磯町を流れ相模湾に注ぐ二級河川。葛川水系の本流である。延長は7.6km（二級河川部分は西谷戸橋より下流6.22km）、流域面積は29.84km2。

## 地理

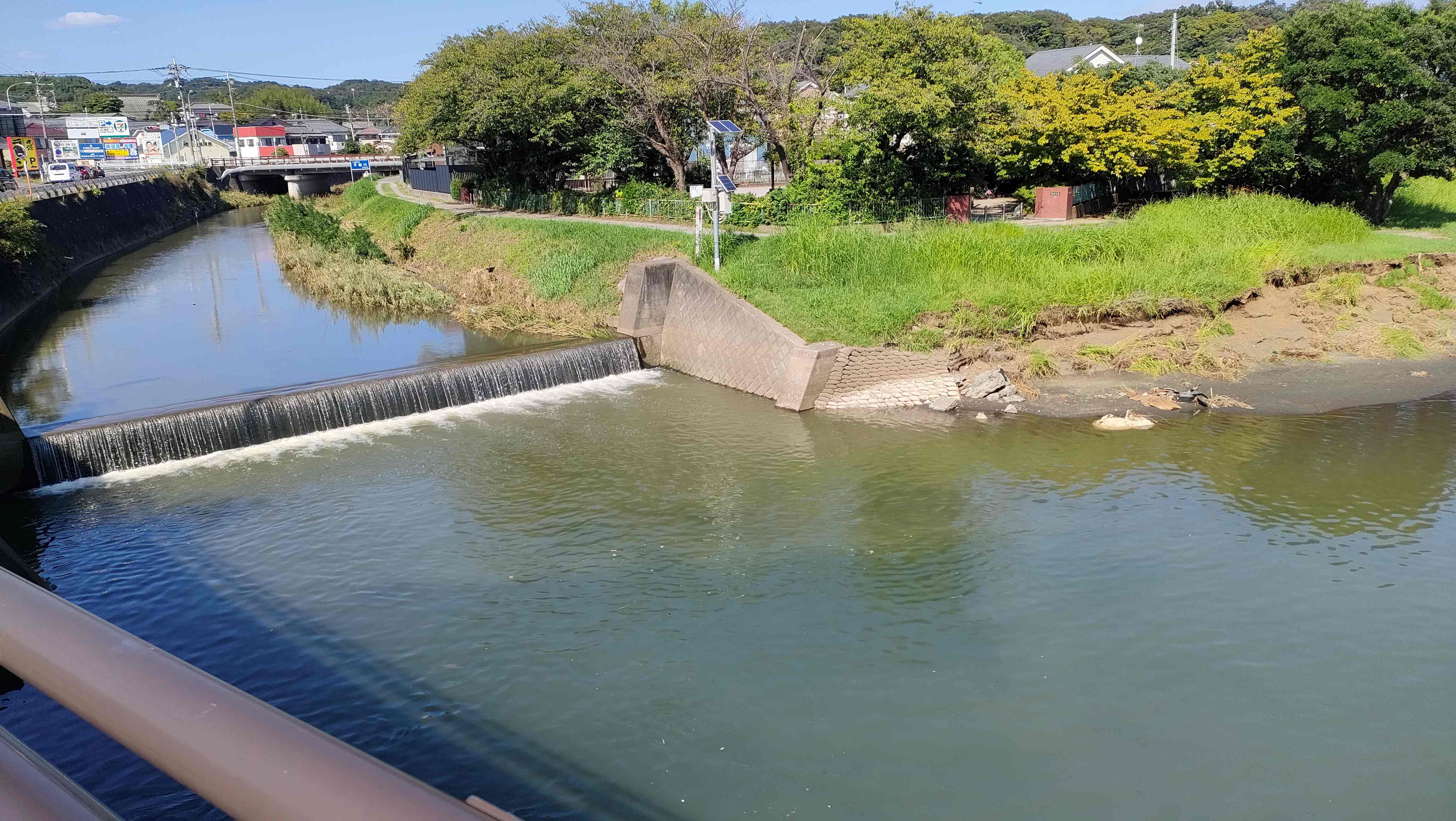
大磯町河口付近で不動川が葛川へ合流

秦野市南が丘南斜面に源を発し南へ流れる。大磯丘陵の中央部を縦断する形で中井町井ノ口を流れ、打越川を合わせる。二宮町一色・中里・二宮を経て、二宮の東海道本線を過ぎたあたりで海岸砂丘があるため、海に直進せずに東へ向きを変え大磯方面へ大きく迂回する。大磯町国府本郷で不動川を合わせ大磯ロングビーチの東側で相模湾に注ぐ。
中井町では葛川沿いに、川幅の割には広い幅を持つ河岸段丘が見られる。これは、過去に葛川へ合流していた水無川が大磯丘陵の隆起によって金目川へ争奪されてしまったためと考えられている。現在では決して大きな水系とは言えない葛川だが、はるか昔は丹沢山地からの流れもこの川に注いでいたのである。

## 災害
- 2024年8月30日 - 台風10号接近に伴う集中豪雨で葛川が氾濫。二宮町で床上浸水する家屋が出る被害[1]。